# 大川茉由

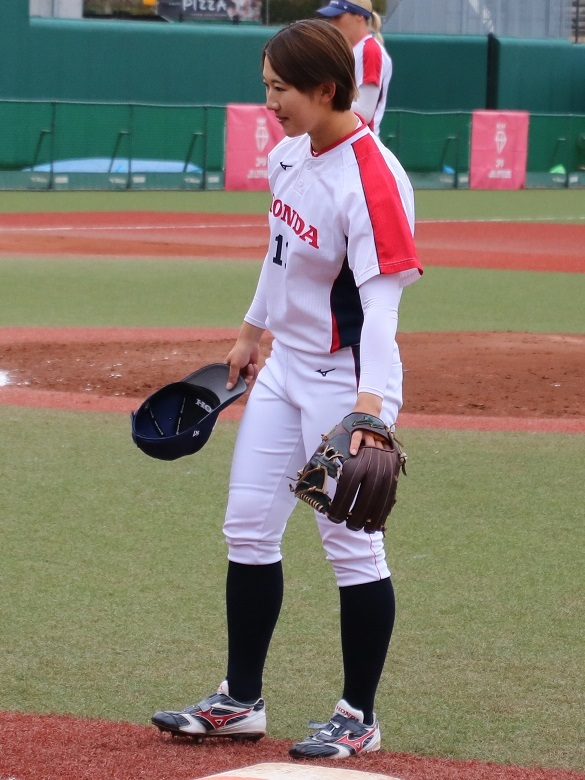
ファースト守備につく大川 (2023年)

大川 茉由（おおかわ まゆ、2000年3月10日 - ）は、栃木県佐野市出身の女子ソフトボール選手（内野手）。ホンダリヴェルタ所属。ソフトボール日本代表。

## 経歴
兄の影響で9歳からソフトボールを始める。埼玉県の花咲徳栄高等学校を卒業後、東京女子体育大学に進学。大学時代は主将を務めた。
2022年、JDリーグのホンダリヴェルタに入団。ルーキーイヤーからレギュラーに定着して27試合に出場すると、打率.282（東地区14位）の成績を残し、同地区の新人賞（野手）を受賞した。
2024年3月、日本代表に初選出された。

## 選手としての特徴
ホンダリヴェルタでは主にファーストを守っている。右足を大きく上げる一本足打法を特徴としている。

## 人物・エピソード
好きなアスリートはプロ野球選手の柳田悠岐。
ソフトボール以外では空手の経験がある。
よーじやのロゴマーク「よじこ」に似ていると言われる。

## 詳細情報

### JDリーグ個人表彰
- 2022年 – [東]新人賞（野手）
- 2024年 - [東]ベストナイン（一塁手）

### 背番号
- 11（2022 - ）